# Batalla de Corbión
La batalla de Corbión fue un conflicto militar ocurrido en 446 a. C. entre la República romana y pueblos itálicos ecuos y volscos. El cónsul Tito Quincio Capitolino Barbato, secundado por Agripa Furio Fuso y Espurio Postumio Albo Regilense, lideró a sus tropas a la victoria contra las tribus de los ecuos y de los volscos, pertenecientes al noreste y sur del Lacio, respectivamente. Los romanos ya habían derrotado a los ecuos en la batalla del Monte Álgido, de modo que la batalla de Corbión marcó definitivamente el dominio de Roma sobre esta tribu.

## El contexto
Después de los reveses militares sufridos por los decenviros, provocados por una mala coordinación de las operaciones y a problemas de autoridad y disciplina en el seno del ejército, Roma conoció una serie de campañas victoriosas, desde el restablecimiento del consulado. La elección de nuevos cónsules y tribunos permitió la aplicación de políticas diferentes, distintas del simple apego al poder a cualquier precio. Paradójicamente, ecuos y volscos no aprovecharon el período de desórdenes civiles que desestabilizó a Roma, sino que reemprenden la ofensiva en el momento en que los romanos se han dotado de generales competentes.

## Ofensiva de ecuos y volscos
Según Tito Livio, los jefes de las tribus ecuas y volscas deciden romper la paz con Roma, a fin de hacerse con botín procedente de las tierras circundantes de la ciudad. En efecto, al estar los romanos divididos, el momento parece propicio para atacar a un estado que crece peligrosamente y amenaza la independencia de los pueblos vecinos.
Las tribus reúnen sus tropas y forman una coalición contra los romanos. Su ejército avanza en territorio latino, que es saqueado. Paralizado por conflictos internos, los romanos no intervienen, y los coaligados llegan cerca de Roma, hasta la Porta Esquilina sin encontrar resistencia, e instalan su campamento en Corbión, cerca de Tusculum

## Intervención de Tito Quincio
En 446 a. C., Tito Quincio Capitolino Barbato, cónsul por cuarta vez, decide tomar las armas. Según la tradición, consigue convencer al pueblo en la necesidad de una intervención militar, gracias a un largo discurso, donde critica las divisiones internas y la segunda secesión de la plebe, resaltando los perjuicios económicas que traería dejar obrar libremente al enemigo. Todas las clases del pueblo romano responden a la llamada del cónsul, y la leva del ejército se hace sin dificultad
El segundo cónsul, Agripa Furio Fuso, reconociendo la competencia militar de su colega, le deja el mando de las operaciones. El ejército se instala en Corbión pocos días después, cerca del campo enemigo, y la batalla comienza al día siguiente. Atacados en dos frentes, los ecuos y volscos son puestos en fuga, y los romanos se apoderan de su campamento, recuperando el botín reunido en los últimos meses
Los cónsules victoriosos vuelven a Roma, pero no se celebra ningún triunfo, sin que se sepa si porque no lo solicitaron, o porque el Senado no se lo concedió